# Nordisk Livsforsikrings-Aktieselskab
Nordisk Livsforsikrings-Aktieselskab af 1897 og Nordisk Ulykkesforsikrings-Aktieselskab af 1898 var to dansk forsikringsselskaber stiftet af V.E. Gamborg henholdsvis 3. maj 1897 og 19. april 1898. De fusionerede med Hafnia Forsikring i 1964 og 1974.
Selskaberne lod et pompøst hovedsæde opføre på Grønningen 17-19 over for Kastellet i København. Bygningen, der stadig findes og stadig bærer selskabets navn, er opført 1913-1914 efter tegninger af Vilhelm Fischer. Bygningen, der blev Fischers sidste værk, blev præmieret af Københavns Kommune. Bygningen indehaves nu af M. Goldschmidt Holding A/S.
Selskabernes første direktion bestod af: Villads Emanuel Gamborg (1865-1929), Niels Thomasius Neergaard (1854-1936) og Gerhard Muller Rée (1858-1931).
Direktion (for begge selskaber) i 1950: Højesteretssagfører Oluf Petersen (1889-1961) og G.E. Riemann (1889-1955).
Vicedirektører: Cand.polit. Carl Jensen (1897-) og cand.polit. S.A. Rasmussen (1899-).